# Klinik Königshof

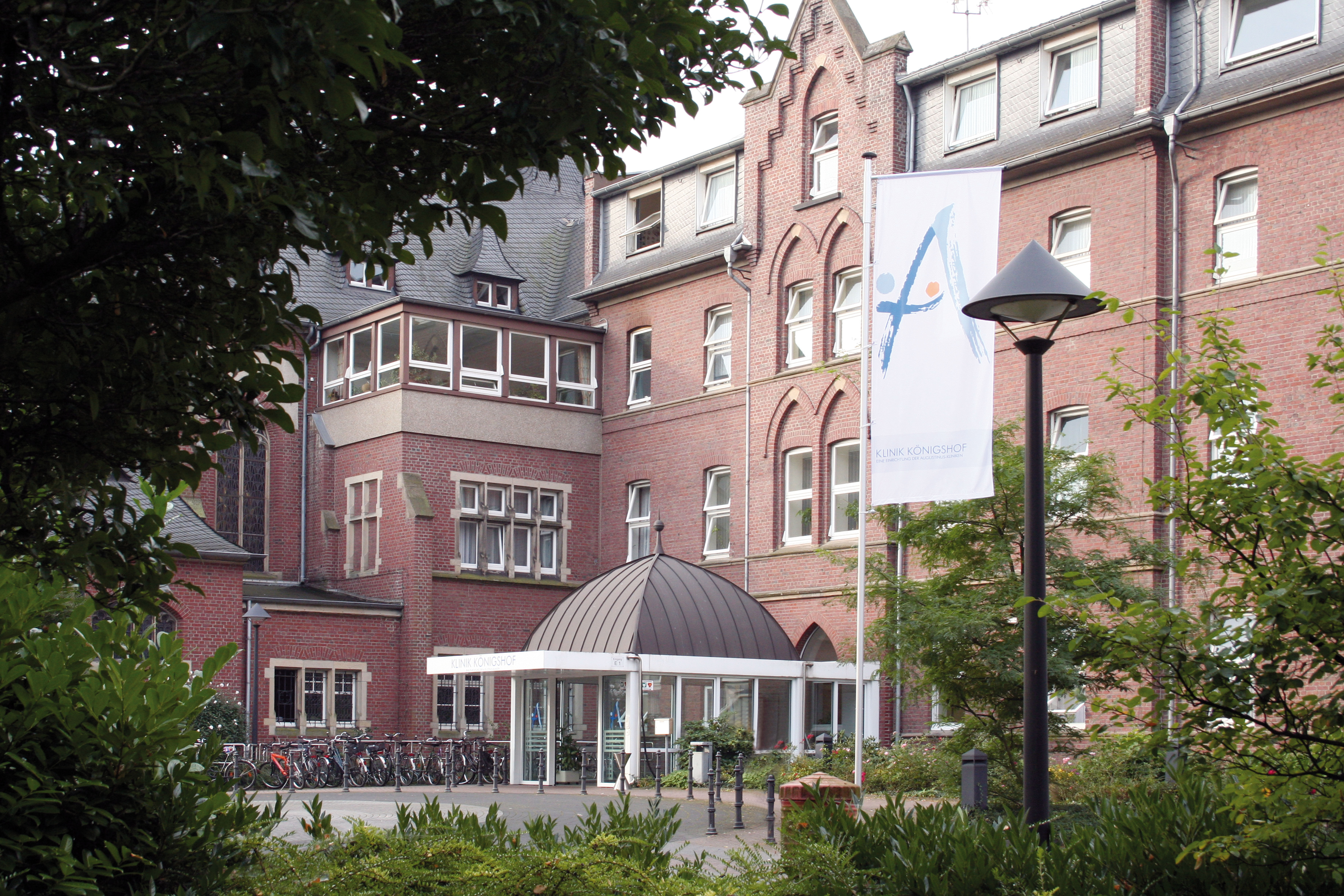
Klinik Königshof

Die Klinik Königshof ist ein Fachkrankenhaus für Psychiatrie, Neurologie und Psychotherapie im Stadtteil Königshof in Krefeld. Es besitzt rund 145 Betten. Sie gehört zur St. Augustinus Gruppe in Neuss.
Die Augustinerinnen in Neuss erwarben 1888 Gelände und Gebäude der Chemischen Fabrik Rubach auf dem Gelände des ehemaligen Großwerkeshofs, um die Heil- und Pflegeanstalt Dreifaltigkeitskloster zu errichten.